# Природний еталон
Природний еталон (англ. intrinsic measurement standard) — еталон, який заснований на природному та відтворюваному явищі. Відтворюваність — це можливість відтворення одиниці вимірювання на основі її теоретичного визначення з найменшою невизначеністю вимірювання для досягнутого рівня розвитку науки і техніки.   
Прикладами природних еталонів можуть бути комірка потрійної точки води як еталон термодинамічної температури,  природний еталон різниці електричних потенціалів на основі ефекті Джозефсона або зразок міді як еталон електропровідності.  
Значення величини природного еталона приписується за угодою і не потребує встановлення зв'язку з іншими еталонами того ж виду. Його невизначеність вимірювання визначається з урахуванням двох факторів: пов'язана з узгодженням значення величини та з конструкцією, виконанням і підтриманням еталона. 
Природний еталон  зазвичай є системою, створеною у відповідності із погодженою процедурою і підлягає періодичним перевіркам. Погоджена процедура може включати внесення необхідних поправок під час його експлуатації. 
Природні еталони, засновані на квантових явищах, мають найвищу стабільність. 
Те, що еталон «природний», зовсім не означає, що він може бути створений і використовуватися без спеціального обслуговування та що він несприйнятливий до внутрішніх і зовнішніх впливів.